# Costa di Bowman

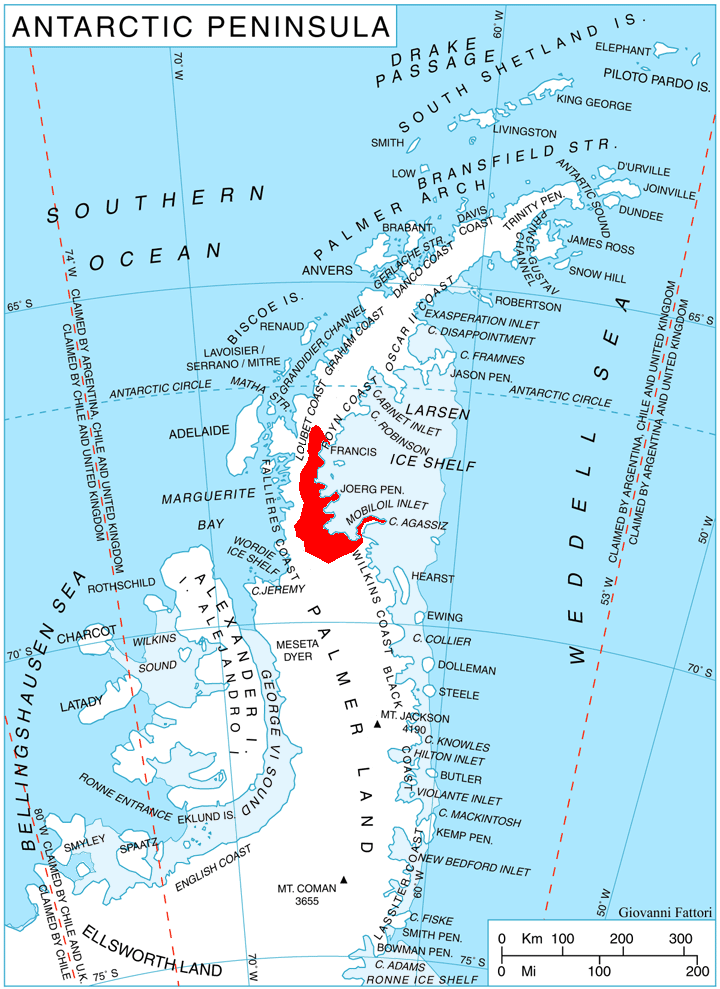
La costa di Bowman nella parte orientale penisola Antartica.

La costa di Bowman (centrata alle coordinate 68°10′S 65°00′W) è una porzione della costa della Terra di Graham, in Antartide. In particolare, la costa di Bowman si estende nella parte orientale della penisola Antartica tra capo Northrop, a nordovest, e capo Agassiz, a sudest, confinando quindi a nordovest con la costa di Foyn e a sudest con la costa di Wilkins (quindi con la Terra di Palmer) e, davanti ad essa, si estende la piattaforma di ghiaccio Larsen.

## Storia
La costa di Bowman fu scoperta il 20 dicembre 1928 da Sir George Hubert Wilkins durante un volo di ricognizione e fu da lui così battezzata in onore di Isaiah Bowman, allora direttore della American Geographical Society.